# Hluboká u Borovan (przystanek kolejowy)
Hluboká u Borovan – przystanek kolejowy w miejscowości Hluboká u Borovan, w kraju południowoczeskim, w Czechach. Położony jest na linii Czeskie Budziejowice - Gmünd. Znajduje się na wysokości 465 m n.p.m.
Na przystanku nie ma możliwości zakupu biletów, a obsługa podróżnych odbywa się w pociągu.

## Linie kolejowe
- 199 České Budějovice - Gmünd